# PARASOL

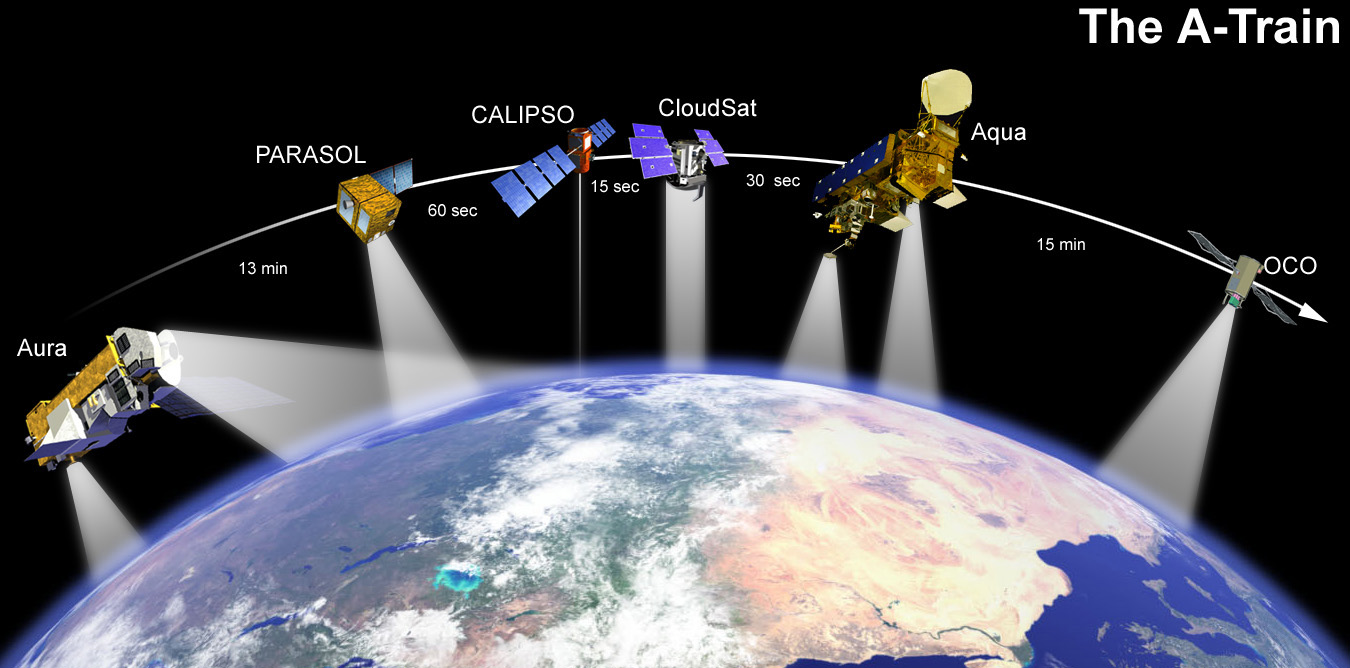
Konstelacja A-Train w 2006 roku (PARASOL to drugi satelita z lewej)

PARASOL (fr. Polarisation et Anisotropie des Reflectances au sommet de l’Atmosphère, couplées avec un Satellite d’Observation emportant un Lidar) – francuski mały satelita obserwacji Ziemi. Jego celem było badanie atmosfery Ziemi, a w szczególności wpływu chmur i aerozoli atmosferycznych na procesy klimatyczne. Organizatorem misji jest francuska agencja kosmiczna CNES.

## Przebieg misji
Satelita został wyniesiony na orbitę rakietą Ariane 5G+ 18 grudnia 2004 z kosmodromu Kourou. Był jednym z siedmiu satelitów wyniesionych w trakcie tego lotu. Jego misja miała trwać tylko 2 lata, lecz została przedłużona. PARASOL od lutego 2005 wchodził w skład A-Train – międzynarodowej konstelacji satelitów meteorologicznych i środowiskowych poruszających się po zbliżonej orbicie, jeden za drugim. Z powodu wyczerpywania się paliwa 2 grudnia 2009 orbita satelity PARASOL została obniżona o 3,9 km względem orbity A-Train. 16 listopada 2011 orbitę obniżono o 9,5 km poniżej orbity A-Train, satelita nadal prowadził jednak badania atmosfery. Misja naukowa zakończyła się w październiku 2013, natomiast 18 grudnia 2013 satelita został ostatecznie wyłączony. Po 26 latach PARASOL ulegnie zniszczeniu podczas wejścia w atmosferę ziemską.

## Budowa i wyposażenie
Satelita został zbudowany przez EADS Astrium we współpracy z CNES. Był drugim (po DEMETER) satelitą z serii Myriade. Ma kształt prostopadłościanu o wymiarach 0,6 × 0,6 × 0,8 m. Jest stabilizowany trójosiowo. W skład systemu stabilizacji i kontroli wysokości wchodzą: szukacz gwiazd, trzy sensory Słońca, magnetometr, żyroskopy i koła reakcyjne. Został wyposażony w jeden dwuczęściowy rozkładany panel baterii słonecznych o długości 1,7 m, będący w stanie wygenerować ok. 180 W mocy. Masa startowa satelity wynosiła 120 kg. Napęd stanowią 4 silniczki o ciągu 1 N każdy, paliwem zaś jest hydrazyna.
Jedyny instrument naukowy na pokładzie to radiometr/polarymetr POLDER-P (Polarization and Directionality of the Earth's Reflectances - PARASOL) o masie 32 kg. Służył on do pomiarów wielokierunkowego i spolaryzowanego światła słonecznego odbitego przez atmosferę, powierzchnię Ziemi i aerozole. W jego skład wchodzi kamera CCD o rozdzielczości 274 × 272 piksele. W trakcie obrazowania instrument zużywał 50 W mocy. Szerokość wiązki na powierzchni Ziemi wynosiła 2400 km, a rozdzielczość w nadirze 6 × 7 km.
Ponadto PARASOL został wyposażony w komputer (transputer T805 z pamięcią masową o pojemności 16 Gbit) oraz system telemetrii przesyłający dane z prędkością 16,8 Mbit/s.